# بهجت أباد (عباس الغربي)
بهجت أباد (بالفارسية: بهجت‌آباد) هي منطقة سكنية تقع في إيران في قسم عباس الغربي الريفي. يقدر عدد سكانها بـ 140 نسمة .